# 太平洋駅
太平洋駅（たいへいよう-えき)は湖北省武漢市礄口区にある武漢地下鉄1号線の駅である。

## 駅構造
- プラットホームは3階にあり、相対式2面2線の高架駅である。

## 駅周辺
- 中国人民解放軍海軍工程大学
- 武漢市第26中学
- 武漢市第63中学
- 武漢同済来福康医院

## 歴史
- 2004年7月28日 - 開業。

## 隣の駅
武漢地下鉄
■1号線
礄口路駅 - 太平洋駅 - 宗関駅